# Orientation bibliographique en ichtyologie

## Introduction
Cet article présente une liste non-exhaustive de références relatives à l'ichtyologie via une liste d'ouvrages, de publications ou de sites internet reconnus par la communauté scientifique comme incontournables ou majeurs, qu'ils soient généraux ou plus ciblés. Pour les sujets comportant une liste de références trop importante, se reporter aux éventuelles sous-pages plus spécialisées via les liens proposés. Pour chaque groupe d'une part, et chaque région d'autre part, cet article présente les grandes lignes historiques de la littérature et cite les auteurs ayant le plus de notoriété. Par ailleurs, les espèces fossiles ne sont pas représentées ici. Pour des références se rapportant aux groupes disparus, consulter la page Orientation bibliographique sur l'origine et l'évolution du vivant.

## Ichtyologiegénérale

### Ichtyologie

### Taxinomie